# Slanisko u Nesytu
Slanisko u Nesytu este o arie protejată (sit de importanță comunitară — SCI) din Republica Cehă întinsă pe o suprafață de 9,77 ha, integral pe uscat.

## Localizare
Centrul sitului Slanisko u Nesytu este situat la coordonatele 48°46′32″N 16°42′00″E / 48.775556°N 16.7°E.

## Înființare
Situl Slanisko u Nesytu a fost declarat sit de importanță comunitară în aprilie 2005 pentru a proteja 1 specie de animale.

## Biodiversitate
Situată în ecoregiunea panonică, aria protejată conține 1 habitat natural: Pășuni continentale udate de apa mării.
La baza desemnării sitului se află o specie protejată de  nevertebrate: Vertigo angustior.